# Patria Oyj
Patria es un fabricante finés que produce sistemas y equipos para la defensa, seguridad y la industria de la aviación civil y militar, así como da servicios de soporte y mantenimiento y soluciones tecnológicas para el ramo militar. Patria es propiedad del estado finés (Finlandia posee el 73.2%), y de la sociedad europea European Aeronautic Defence and Space Company (por medio de su filial EADS N.V., con el 26.8%).

## Filiales
- Patria Vammas Oy. - Filial de armamentos y sistemas de defensa.[2]
- Patria vehicles Oy. - Filial de vehículos (anteriormente Sisu auto).[3]

## Productos
- Productos y servicios:

- Vehículos blindados sobre ruedas, sistemas de morteros y sus municiones y soporte del ciclo de vida completo de sus productos en dicho ramo, así como sus servicios post-venta.
- Servicios totales de mantenimiento para aeronaves (aviones y helicópteros), así como el entrenamiento de pilotos.
- Mantenimiento del material militar de las Fuerzas de Defensa de Finlandia.
- Desarrollo e investigación para la integración de sistemas digitalizados para el comando y control y la alerta de situaciones, así como los servicios de mantenimiento y soporte de servicio durante el ciclo de vida de lo contratado.

### Patria Aviation
- NH90
- Mini-UAV's[4]

Partes y componentes para aeronaves como
- Airbus A320
- Airbus A380
- Airbus A400M (cuando se inicie su producción programada, y en sus prototipos).
- Embraer 145
- Saab 340
- Saab 2000

### Patria Systems
- Sistemas electrónicos y tecnología espacial entre otros productos.

### Vehículos
- Serie XA de TBP's:

- Sisu Pasi - Vehículo blindado de diseño en casco redistribuible:

- Sisu XA-180
- Sisu XA-185
- Patria XA-202
- Patria XA-203

- Patria AMV - Vehículo de diseño modular:

- Marine Personnel Carrier
- KTO Rosomak en cooperación con la firma polaca HSW S.A.

### Morteros
- AMOS - Sistema Avanzado de Mortero (del inglés: Advanced MOrtar System).
- NEMO - Versión ligera del sistema AMOS

## Patria e investigaciones criminales
El 5 de septiembre de 2008, la firma Patria sería puesta bajo la investigación del Servicio Nacional de Investigación de Finlandia por su presunta involucración en dos de sus ventas de vehículos en Eslovenia y de sus sistemas de howitzer's en Egipto por presunta corrupción. El anterior CEO de la empresa, Jorma Wiitakorpi renunció a su cargo el 18 de agosto de 2008, cuando la investigación seguía en curso. Éste sería sustituido por el anterior miembro de la junta directiva, Heikki Allonen. Posteriormente, muchos otros empleados serían arrestados por su vinculación con cargos por delitos como el de soborno y chantaje. El caso está actualmente en investigación y no se sabe si aún saldrían más inculpados por los sucesos de corrupción dentro de la firma.[cita requerida]
El equipo de investigación de Yleisradio, en su programa MOT; publicó que dentro de los detalles del caso, se sucedieron otras investigaciones en los países con los que se hubo firmado contratos de venta de material de intendencia, como en el caso de Eslovenia, donde incluso altos funcionarios del gobierno esloveno, en el caso del primer ministro Janez Janša que se cree estuvieron involucrados.